# Sjaak Roggeveen
Sjaak Roggeveen (* 5. října 1942, Rotterdam) je bývalý nizozemský fotbalista, útočník.

## Fotbalová kariéra
Začínal v týmech CVV Rotterdam a DHC Delft.
V nizozemské lize hrál za Holland Sport Den Haag, FC Den Haag a Excelsior Rotterdam. Nastoupil ve 207 ligových utkáních a dal 73 gólů. V Poháru UEFA nastoupil ve 4 utkáních a dal 2 góly. Za nizozemskou reprezentaci nastoupil v roce 1969 ve 3 utkáních.

## Ligová bilance
| Ročník                     | Zápasy | Góly | Klub                   |
| -------------------------- | ------ | ---- | ---------------------- |
| Eredivisie 1968/69         | 31     | 12   | Holland Sport Den Haag |
| Eredivisie 1969/70         | 29     | 17   | Holland Sport Den Haag |
| Eredivisie 1970/71         | 33     | 15   | Holland Sport Den Haag |
| Eredivisie 1971/72         | 33     | 13   | FC Den Haag            |
| Eredivisie 1972/73         | 28     | 8    | Excelsior Rotterdam    |
| 2. nizozemská liga 1973/74 | 33     | 16   | Excelsior Rotterdam    |
| Eredivisie 1974/75         | 34     | 8    | Excelsior Rotterdam    |
| Eredivisie 1975/76         | 19     | 0    | Excelsior Rotterdam    |
| 2. nizozemská liga 1976/77 | 36     | 6    | Excelsior Rotterdam    |
| 2. nizozemská liga 1977/78 | 22     | 10   | Excelsior Rotterdam    |
| 2. nizozemská liga 1978/79 | 35     | 14   | Excelsior Rotterdam    |
| CELKEM 1. nizozemská liga  | 207    | 73   |                        |